# 内弗卡瑟卡
内弗卡瑟卡（英語：Neferkasokar），古埃及早王朝时期第二王朝国王。在位约八年，事迹存疑。